# Luigi Cremona
Luigi Cremona, nome completo Antonio Luigi Gaudenzio Giuseppe Cremona (Pavia, 7 dicembre 1830 – Roma, 10 giugno 1903), è stato un matematico e politico italiano. Fu senatore del Regno d'Italia a partire dalla XIII legislatura.
Fondamentali i suoi contributi alla geometria algebrica. Ebbe inoltre un ruolo significativo nella riforma dell'istruzione italiana dopo l'Unità d'Italia.

## Biografia
Luigi Cremona, primogenito dei quattro figli di Gaudenzio Cremona e Teresa Andreoli, nacque a Pavia in una famiglia di origini ebraiche, il 7 dicembre 1830 dall'unione in seconde nozze tra il padre Gaudenzio Cremona, appartenente a una famiglia di Novara un tempo agiata ma successivamente caduta in rovina, e Teresa Andreoli, conosciuta nel 1818 allorché, rimasto vedovo, si spostò a Pavia dove accettò un modesto impiego presso la delegazione austriaca.
Degli altri tre fratelli, Pietro e Francesca scomparvero in giovane età mentre l'ultimo, Tranquillo Cremona, fu un famoso pittore appartenente al movimento della Scapigliatura milanese che si affermò per la sua originalità.
Anche i tre figli avuti dal padre Gaudenzio dal primo matrimonio con Caterina Carnevali, benché non fossero favorevoli alla nuova unione del padre, ebbero un ruolo significativo nella vita di Luigi; Giuseppe non si rifiutò di aiutare Teresa quando nel 1841 rimase vedova con quattro figli da mantenere, mentre era di Giovanna la casa a Gropello che egli usava per passare le sue vacanze e dove conobbe la famiglia Cairoli alla quale rimase molto unito per tutta la vita da un forte legame di amicizia alimentato anche da una profonda stima. La sua amicizia si rivolgeva in particolare a Benedetto Cairoli che stimava sia per le sue qualità morali sia per il suo coraggio e l'ardore con cui combatteva per la libertà dell'Italia.

### Difesa di Venezia
Nel marzo del 1848 ebbe inizio la prima guerra di indipendenza nazionale; Cremona, spinto da una forte coscienza nazionale e da un grande amore per la patria, probabilmente alimentato anche dalla sua amicizia con Benedetto Cairoli, lasciò "senza rimorso" (scriveva egli stesso) la casa materna per servire la patria, appena diciassettenne. Il 12 aprile del 1848, infatti, si unì agli studenti napoletani volontari che erano giunti a Pavia e il 18 aprile, sotto la guida degli ufficiali Carraro e Mauro, su ordine del governo provvisorio di Milano, andò in aiuto della Repubblica di Venezia. Cremona fu dapprima a Nervesa, agli avamposti sul Piave, poi alla difesa di Treviso. Per il coraggio e la diligenza meritò le promozioni sul campo prima a caporale e poi a sergente. Caduta Treviso, ma avendo salvato l'onore delle armi, il Cremona insieme con i volontari napoletani si arruolò a Bologna nel secondo battaglione "Italia Libera", e, dopo la capitolazione di Milano, prese parte alla strenua difesa di Venezia, quando la Repubblica di Manin decise di resistere a ogni costo. Cremona partecipò alla sortita di Mestre, subì il bombardamento di Marghera, difese il forte di Brondolo a Chioggia, poi nuovamente sul Brenta a difendere Ca' Naccari, partecipò al combattimento di Conche e alla presa dei ridotti nemici. Cremona venne encomiato dal capitano Mauro «pel suo coraggio, per la sua intelligenza, per la disciplina ed onestà, come modello di virtù militari e civili». Rimase a Brondolo fino alla caduta di Venezia, presa alla fine per fame ed epidemia.
Dopo diciotto mesi di combattimento Luigi dovette tornare a casa con la triste consapevolezza che gli sforzi di tanti generosi non erano valsi a nulla e che l'Italia era nuovamente sotto il dominio straniero.
Fu tuttavia un'esperienza che lasciò una traccia significativa nella biografia di Cremona, sotto diversi aspetti, non ultimo quello strettamente personale. È infatti a seguito di questa esperienza che egli ebbe modo di conoscere Elisa Ferrari, sorella di Nicola Ferrari, suo commilitone, morto a seguito di una ferita di una granata austriaca. Elisa divenne sua moglie nel 1854. Da questa unione nacquero tre figli: Vittorio Cremona, Elena Cremona e Itala Cremona.
Nel 1849, mentre Cremona ritornava dalla battaglia, non molto lontano da casa, lo raggiunse la terribile notizia che sua madre era morta da qualche mese. Subito dopo fu colpito da un terribile tifo che lo portò in fin di vita, ma non si perse d'animo; si riprese velocemente, tanto che nello stesso anno, mostrando tutto il suo coraggio e la sua tenacia, terminò gli studi classici e si iscrisse al corso di ingegneria civile presso l'Università di Pavia dove ebbe come maestri illustri matematici quali Antonio Bordoni e Francesco Brioschi.

### Carriera universitaria
Nel 1853 ottenne, con lode, il titolo di "dottore negli studi di ingegnere civile e architetto" e subito dopo si impegnò nella stessa Università come ripetitore di matematica applicata fino al 1856 quando, con l'intenzione di dedicarsi all'insegnamento secondario, diede gli esami di matematica e fisica che erano necessari e fu nominato professore supplente al Ginnasio di Pavia.
Due anni più tardi fu trasferito a Cremona dove ottenne un posto di professore ordinario nel Ginnasio e dove tenne corsi che spaziavano dall'aritmetica all'algebra, dalla geometria del piano e geometria dello spazio alla trigonometria ed era apprezzato, come insegnante, per la sua chiarezza, il suo rigore e l'efficacia del suo metodo didattico.
Nel 1858 passò a insegnare al Liceo S. Alessandro (oggi Liceo Beccaria) a Milano e da qui cominciò a istituire una rete di rapporti a livello internazionale. Fu così che, sotto suggerimento di Francesco Brioschi e Angelo Genocchi, nel 1860 Cremona fu chiamato dal Ministro della pubblica istruzione, Terenzio Mamiani, a ricoprire la cattedra di Geometria superiore a Bologna, istituita appositamente per lui e per la prima volta con tale denominazione.
Ma la permanenza di Cremona a Bologna durò fino al 1867 quando Francesco Brioschi, consapevole di come egli fosse la persona più adatta per insegnare le nuove tecniche di calcolo grafico che, grazie alle importanti opere di Cullman, erano diventate indispensabile conoscenza per un futuro ingegnere, lo chiamò a Milano a insegnare statica grafica presso il Regio Istituto Tecnico Superiore di Milano (attuale Politecnico di Milano) di cui Brioschi era direttore. A Milano Cremona dovette occuparsi inizialmente del solo corso di statica grafica abbandonando così, parzialmente, il suo indirizzo di studi puramente geometrici per occuparsi di questioni riguardanti la matematica applicata.
Nel 1873 Gaspare Finali (Ministro dell'Agricoltura), che aveva partecipato con Cremona a una Commissione d'Inchiesta sulla Istruzione classica, e che, durante tale inchiesta, aveva acquisito di lui altissima stima, gli offrì il posto di Segretario generale nel Ministero dell'agricoltura, dell'industria e del commercio.
Cremona, lusingato per tale proposta e desideroso di abbandonare Milano, inizialmente accettò l'incarico a cui però dovette rinunciare quasi immediatamente sotto le pressioni del Ministro della pubblica istruzione, Antonio Scialoja, che voleva affidargli il compito di dirigere e riordinare la Scuola degli ingegneri in Roma.
Fu così che si trasferì a Roma come direttore della Scuola degli ingegneri occupandosi anche della cattedra di statica grafica che fu poi (nel 1877) tramutata in una di Matematica Superiore.
Nel giugno del 1880, fu nominato dal Ministro della pubblica istruzione, Francesco De Sanctis, commissario regio nella biblioteca Vittorio Emanuele che in quegli anni si trovava in una situazione critica a causa di scandali legati a furti di libri, all'incapacità dei bibliotecari e, in generale, alla confusione che regnava al suo interno.
Il lavoro di Cremona ebbe come risultato quello di mettere a tacere le discussioni intorno alla biblioteca e di imporre la chiusura per iniziare il riordinamento.
La carica di Cremona decadde il 14 settembre 1881 quando la biblioteca Vittorio Emanuele riaprì sotto la guida di Domenico Gnoli, ordinario di letteratura italiana all'Università di Torino.

### Carriera politica
Il 16 marzo 1879, per i meriti scientifici e per il suo valore di patriota dimostrato fin dalla gioventù, Luigi Cremona fu nominato senatore. Iniziò così la sua carriera politica, che lo distolse definitivamente dagli studi, ma che lo vide impegnato a mettere a disposizione dello Stato la sua grande esperienza e saggezza in questioni riguardanti la scuola e l'educazione.
Nel 1881 Quintino Sella, incaricato di formare un nuovo governo, gli offrì il portafoglio della pubblica istruzione che però rifiutò, non volendo trovarsi nella spiacevole situazione di dare il suo contributo a un governo che succedeva a quello dell'amico Benedetto Cairoli.
Nel 1885 si impegnò in un nuovo progetto di riforma dell'istruzione (in sostituzione di quello di Guido Baccelli) contro l'aumento delle Università primarie che, sebbene fosse stato approvato sia pure a fatica alla Camera dei deputati, non aveva trovato il favore del Senato. In questa, come in altre successive e analoghe circostanze Cremona si trovò quasi da solo nella disputa e fu criticato aspramente per aver difeso con tale ardore le sue posizioni da perdere di vista la possibilità di opinioni contrarie alla sua. Era però in queste situazioni che si potevano ammirare la tenacia con cui egli si adoperava per elevare e migliorare sempre di più gli studi italiani rischiando, a volte, di non essere compreso dai suoi contemporanei che lo accusavano di sfiorare il fanatismo.
Per molti anni diresse diversi lavori del Consiglio superiore della pubblica istruzione e, tra il 1897 e il 1898, fu anche vicepresidente del Senato.
Nel 1898 accettò l'incarico di Ministro della pubblica istruzione, offertogli dal Di Rudinì, incaricato di formare un nuovo governo, ma rimase in carica per soli trenta giorni a causa dall'agitata situazione politica. Riuscì comunque a proporre un disegno di legge, costituito da pochi articoli, con i quali intendeva modificare quelle disposizioni della legge Casati che riguardavano le sanzioni disciplinari nei confronti degli insegnanti.
Nel 1900 Cremona fu chiamato dal Ministro dei lavori pubblici, Branca, per presiedere a due importanti commissioni d'inchiesta riguardanti lo sviluppo e l'ampliamento di Roma capitale; egli se ne occupò con la consueta meticolosità ma alla fine, per evitare ulteriori scandali, non accertò precise responsabilità.
Fu socio delle più illustri accademie italiane (Regio Istituto Lombardo, Accademia dei Lincei, Accademia dei Quaranta, Accademia delle Scienze di Bologna, Accademia delle Scienze di Napoli) ed estere (Royal Society di Londra, Accademia di Amsterdam, Monaco, Gottinga, Praga e Copenaghen), dottore honoris causa presso le Università di Dublino, Edimburgo e Christiania, Cavaliere dell'Ordine al Merito civile di Savoia e, nel maggio del 1903 fu insignito, dall'Imperatore di Germania, dell'Ordine Pour le Mérite, conferito a pochi in Italia.

### Massoneria
Fu un fervente massone e ne governò i vertici bolognesi ove nel 1866 assieme a Giosuè Carducci fu tra i fondatori della loggia "Felsinea" di Bologna, della quale fu Venerabile. Fu vice-presidente del Rito Simbolico e condirettore del Bollettino Massonico pubblicato in Bologna con il Franchi.. Mantenne un fitto carteggio di corrispondenza massonica con Giosuè Carducci e Francesco Magni
Morì a Roma il 10 giugno 1903 a causa di una malattia cardiaca che da tempo lo affliggeva, l'angina pectoris, confortato dalle cure e dall'affetto di Anna Maner-Müller, sposata nel 1887 in seconde nozze, e dai figli.

## Opere
Nel 1855 Luigi Cremona pubblicò, sugli Annali di scienze matematiche e fisiche del Tortolini, il suo primo scritto dal titolo Sulle tangenti sfero-coniugate in cui aveva trattato una questione di geometria differenziale suggerita da una nota di Bordoni che estendeva la teoria classica di Dupin sulle tangenti coniugate.
Del 1858 sono due lavori dal titolo Sulle linee a doppia curvatura e Teoremi sulle linee a doppia curvatura (linee che in seguito egli chiamerà cubiche gobbe e alle quali avrebbe successivamente dedicato numerosi trattati, l'ultimo dei quali nel 1879) in cui riuscì a ricavare teoremi che Chasles aveva solo enunciato nel suo Aperçu historique, completandoli con la dimostrazione e illustrando alcune nuove e significative proprietà.
A questi scritti Cremona fece seguire delle ricerche originali sulle coniche inscritte in una superficie sviluppabile del 4º ordine e di 3ª classe generalizzando, per lo spazio, i teoremi di Steiner e Trudi per le coniche inscritte in un quadrilatero.
Nello stesso anno pubblicò alcuni lavori sulle quadriche omofocali, sulle coniche e quadriche coniugate in cui il metodo di dimostrazione si fondava ancora sulla geometria analitica, che egli applicava abilmente utilizzando tutti i risultati e le tecniche più recenti e facendo largo uso delle coordinate tangenziali.
Si occupò inoltre della risoluzione di alcune questioni ed esercizi che pubblicò nei Nouvelles Annales de mathématiques dal 1857 al 1860.
Questi lavori sono particolarmente significativi perché Cremona non si limitò solo a dare le soluzioni ma spesso inserì le questioni proposte in un contesto più ampio, collegandole alle teorie geometriche più recenti.
Sebbene nei primi scritti, di cui abbiamo detto finora, prevalga ancora il metodo analitico, incomincia a delinearsi in esse un vivo interesse verso la geometria pura, quella appresa nei lavori di Chasles, che l'avrebbe portato a scrivere Considerazioni di storia della Geometria pubblicate sul Politecnico nel 1860, in cui espose, con sapiente abilità, un ricco quadro storico di ricerche geometriche antiche e moderne.
La sua evoluzione verso i metodi puramente geometrici iniziò infatti solo dopo aver studiato e appreso anche gli insegnamenti della scuola tedesca, il che coincise con la sua chiamata all'Università di Bologna.
Il periodo bolognese fu quello più fertile e produttivo per quanto riguarda gli studi; è infatti in questi anni che Cremona pubblicò i suoi scritti più importanti e innovativi: Introduzione ad una teorica delle curve piane del 1861 e Preliminari di una teoria generale delle superfici del 1866 nelle quali ricostruisce la teoria delle curve algebriche e delle superfici algebriche e che, pur non rappresentando vere e proprie innovazioni dal punto di vista scientifico, presentano in modo organico argomenti già conosciuti e diffusi.
Completamente originali sono invece due note d'ugual titolo Sulle trasformazioni geometriche di figure piane, pubblicate rispettivamente nel 1863 e nel 1865, in cui Cremona presenta quelle trasformazioni che sono diventate la sua scoperta più importante e che tutt'oggi portano il suo nome.
Di fatto le sue lezioni universitarie e la sua produzione scientifica influenzarono direttamente e indirettamente molti ricercatori italiani tra cui Giuseppe Veronese, Eugenio Bertini, Guido Castelnuovo, Federigo Enriques, soprattutto nel campo della geometria algebrica.

### Attività editoriale
Secondo Cremona la formazione degli ingegneri doveva mirare a costituire una classe di tecnici altamente qualificati, ma anche culturalmente in grado di far parte della nuova classe dirigente nazionale; difese quindi fortemente il ruolo educativo della cultura scientifica, assolutamente inscindibile da quella più prettamente pratica, sottolineando l'importanza dello studio della geometria inteso come base per imparare a ragionare.
In quest'ordine di idee è ben comprensibile la battaglia da lui sostenuta insieme a Brioschi per il ritorno allo studio degli Elementi di Euclide.
Un'altra interessante collaborazione tra Brioschi e Cremona riguardò la direzione degli Annali di matematica, che intorno agli anni sessanta erano progressivamente andati decadendo di stile e di interesse, basata sulla comune volontà di cercare di creare, insieme a un'identità politica del paese, una cultura scientifica e matematica che rappresentassero l'Italia e la collocassero alla pari delle altre nazioni europee. Le loro aspettative si realizzarono pienamente e gli Annali diventarono un giornale importante, conosciuto e stimato a livello europeo.

## Onorificenze
A ricordo della figura di Luigi Cremona sono intitolati:
- un cratere sulla Luna (cratere Cremona)
- Liceo Scientifico Luigi Cremona[5]
- un istituto professionale di Pavia[6]
- l'Istituto di geometria dell'Università di Bologna (istituito nel 1950/51, oggi confluito nel Dipartimento di Matematica[7])
- strade a Pavia, assieme al fratello Tranquillo (via fratelli Cremona), a Roma, Genova, Catania (via Luigi Cremona)
- un'aula al Dipartimento di Matematica dell'Università di Bologna

## Il diagramma di Cremona o diagramma cremoniano
Si tratta di un metodo grafico che permette di determinare gli sforzi esistenti nelle aste di una travatura reticolare piana, nelle seguenti ipotesi:
- la travatura deve essere a triangolazione semplice, ossia non si deve verificare la concorrenza di più di tre aste nello stesso nodo;
- le forze esterne e le reazioni vincolari cui è soggetta la travatura devono agire solamente nei nodi della travatura;
- le forze esterne e le reazioni vincolari devono essere tutte note.

### Biografie
- Rend. Ist. Lombardo, (2) 39 (1906), pp. 95–155 (Luigi Berzolari).
- Mathem. Annalen, 59 (1904), pp. 1–19 (Max Noether).
- Eugenio Bertini: Della vita e delle opere di L. C. (nel t. III delle Opere).
- Luigi Brusotti: Commemorazione nel cinquantenario della morte (Bologna, 1954).
- Aldo Brigaglia, Simonetta Di Sieno: L'opera politica di Luigi Cremona attraverso la sua corrispondenza - Prima parte, La Matematica nella Società e nella Cultura, Ser. I, Vol. II, dicembre 2009, pp. 353–388.
- Aldo Brigaglia, Simonetta Di Sieno: L'opera politica di Luigi Cremona attraverso la sua corrispondenza - Seconda parte, La Matematica nella Società e nella Cultura, Ser. I, Vol. III, agosto 2010, pp. 137–179.
- Aldo Brigaglia; Simonetta Di Sieno, La corrispondenza massonica di Luigi Cremona con Giosuè Carducci e Francesco Magni casa editrice Mimesis 2017 ISBN 978-88-5754-135-8.

### Opere
- Opere Matematiche: in 3 voll. Milano, Hoepli, 1914-17.  T. 1, T. 2, T. 3:
- Graphical statics, two treatises on the graphical calculus, and reciprocal figures in graphical statics (Oxford, Clarendon Press, 1890).
- Introduzione ad una teoria geometrica delle curve piane (Bologna: Tipi Gamberini e Parmeggiani, 1862).
- Elementi di geometria projettiva (Torino, Paravia, 1873).
- Raccolta dei suoi interventi in Senato sulla riforma universitaria: L. Cremona, Discorsi..., Roma, Forzani e C., 1887.